# 1731
| [ Edytuj tabelę ]              | |
| Król Polski                    | - 1709 August II Mocny 1733 |
| Współksiążęta Andory           | - 1714 Simeó de Guinda y Apéztegui 1737 - 1715 Ludwik XV 1774 |
| Elektor Bawarii                | - 1726 Karol Albert 1745 |
| Sułtan Brunei                  | - 1730 Muhammad Alauddin 1745 |
| Cesarz Chin                    | - 1722 Yongzheng 1735 |
| Król Czech                     | - 1711 Karol VI Habsburg 1740 |
| Król Danii                     | - 1730 Chrystian VI 1746 |
| Dalajlama                      | - 1708 Kelzang Gjaco 1757 |
| Cesarz Etiopii                 | - 1730 Ijasu II 1755 |
| Król Francji                   | - 1715 Ludwik XV 1774 |
| Król Hiszpanii                 | - 1724 Filip V 1746 |
| Landgraf Hesji-Kassel          | - 1730 Fryderyk I Heski 1751 |
| Stadhouder Holandii            | - 1702 drugi okres bez stadhoudera 1747 |
| Szach Iranu                    | - 1729 Tahmasp II 1732 |
| Państwo Wielkich Mogołów       | - 1720 Mohammed Szah 1748 |
| Król Irlandii                  | - 1727 Jerzy II Hanowerski 1760 |
| Cesarz Japonii                 | - 1709 Nakamikado 1735 |
| Kalif                          | - 1703 Ahmed III 1736 |
| Patriarcha Konstantynopola     | - 1726 Paisjusz II 1732 |
| Władca Korei                   | - 1724 Yŏngjo 1776 |
| Książę Kurlandii i Semigalii   | - 1731 Ferdynand Kettler 1737 |
| Książę Liechtensteinu          | - 1721 Józef Jan 1732 |
| Sułtan Maroka                  | - 1729 Abdullah ibn Ismail 1734 |
| Książę Monako                  | - 1701 Antoni I 1731 - 1731 Ludwika Hipolita 1731 - 1731 Jakub I 1733                                                                                               |
| Król Nawarry                   | - 1710 Ludwik XV 1774 |
| Król Norwegii                  | - 1730 Chrystian VI 1746 |
| Sułtan Omanu                   | - 1728 Sajf II ibn Sultan 1743 |
| Elektor Palatynatu             | - 1716 Karol III Filip 1742 |
| Papież                         | - 1730 Klemens XII 1740 |
| Książę Parmy i Piacenzy        | - 1727 Antoni 1731 - 1731 Karol I 1735 |
| Król Portugalii                | - 1706 Jan V 1750 |
| Król w Prusach                 | - 1713 Fryderyk Wilhelm I 1740 |
| Car Rosji                      | - 1730 Anna 1740 |
| Cesarz Rzymski (niemiecki)     | - 1711 Karol VI Habsburg 1740 |
| Kapitanowie Regenci San Marino | - 1730 Tranquillo Manenti Belluzzi Girolamo Martelli 1731 - 1731 Giuseppe Onofri Lodovico Anatucci 1731 - 1731 Giovanni Antonio Leonardelli Bartolomeo Bedetti 1732 |
| Elektor Saksonii               | - 1694 Fryderyk August I (król Polski) 1733 |
| Król Sardynii                  | - 1730 Karol Emanuel III 1773 |
| Król Szwecji                   | - 1720 Fryderyk I Heski 1751 |
| Król Tajlandii                 | - 1709 Tai Sa 1733 |
| Sułtan Turków                  | - 1730 Mahmud I 1754 |
| Doża Wenecji                   | - 1722 Sebastiano Mocenigo 1732 |
| Król Węgier                    | - 1711 Karol III 1740 |
| Monarcha Wielkiej Brytanii     | - 1727 Jerzy II 1760 |
| Premier Wielkiej Brytanii      | - 1721 Robert Walpole 1742 |

Rok 1731 / MDCCXXXI
stulecia: XVII wiek ~
XVIII wiek ~
XIX wiek

lata: 1721 «
1726 «
1727 «
1728 «
1729 «
1730 «
1731
» 1732
» 1733
» 1734
» 1735
» 1736
» 1741

## Wydarzenia w Polsce
- 11 listopada – August Aleksander Czartoryski został wojewodą ruskim.

## Wydarzenia na świecie
- 20 marca – trzęsienie ziemi we włoskiej Foggii zabiło około 2 tys. osób.
- 25 listopada – pierwsze wykonanie kantaty Bacha Wachet auf, ruft uns die Stimme.
- John Bevis odkrył Mgławicę Kraba.
- W Göteborgu powstała Szwedzka Kompania Wschodnioindyjska.

## Urodzili się
- 16 lutego – Marcello Bacciarelli, malarz włoski (zm. 1818)
- 1 marca – Piotr Guérin du Rocher, francuski jezuita, męczennik, błogosławiony katolicki (zm. 1792)
- 12 czerwca – Jan Antoni Józef de Villette, francuski męczennik, błogosławiony katolicki (zm. 1792)
- 10 października – Henry Cavendish, brytyjski chemik i fizyk (zm. 1810)
- 4 listopada – Maria Józefa Wettyn, córka Augusta III Sasa, delfina Francji (zm. 1767)
- 7 grudnia - Jan Chrzciciel Albertrandi, polski duchowny katolicki, biskup pomocniczy poznański i biskup pomocniczy warszawski, historyk, tłumacz, poeta, publicysta, bibliotekarz, cenzor (zm. 1808)
- 19 grudnia – Maturyn Mikołaj Le Bous, francuski męczennik, błogosławiony katolicki (zm. 1792)
- 24 grudnia - Michael Groddeck, gdański bibliotekarz, burmistrz Gdańska (zm. 1800)

## Zmarli
- 27 stycznia – Bartolomeo Cristofori, włoski muzyk, uważany za wynalazcę fortepianu (ur. 1655)
- 24 kwietnia – Daniel Defoe, pisarz angielski, prekursor nowożytnej powieści (ur. 1660)
- 28 kwietnia – Jan Stanisław Jabłonowski, kanclerz wielki koronny, pisarz polityczny i poeta (ur. 1669)
- 7 września – Eudoksja Łopuchina, caryca Rosji, żona Piotra I Wielkiego (ur. 1669)

## Święta ruchome
- Tłusty czwartek: 1 lutego
- Ostatki: 6 lutego
- Popielec: 7 lutego
- Niedziela Palmowa: 18 marca
- Wielki Czwartek: 22 marca
- Wielki Piątek: 23 marca
- Wielka Sobota: 24 marca
- Wielkanoc: 25 marca
- Poniedziałek Wielkanocny: 26 marca
- Wniebowstąpienie Pańskie: 3 maja
- Zesłanie Ducha Świętego: 13 maja
- Boże Ciało: 24 maja